# Neerhaler

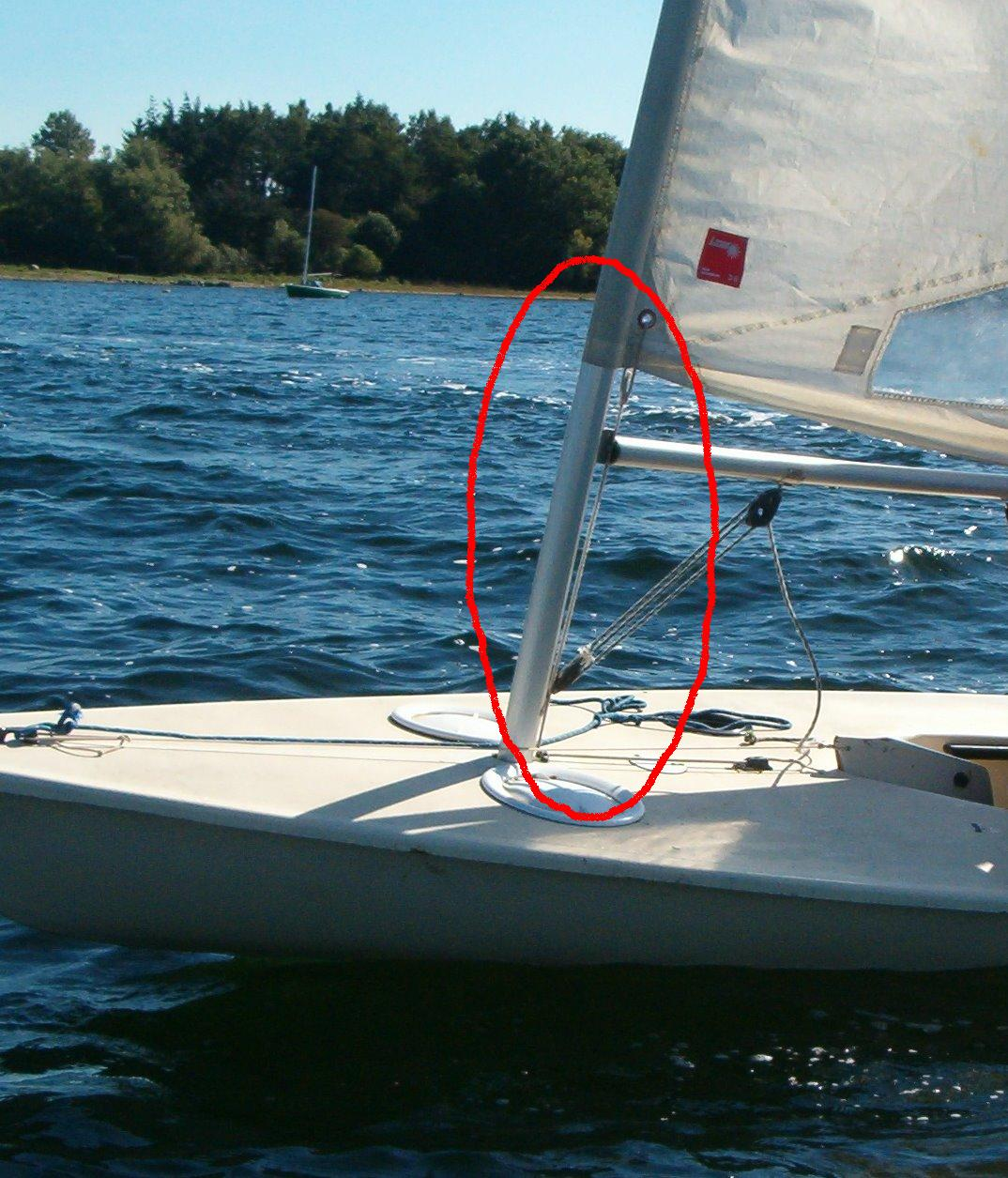
Neerhaler (de cunningham is omcirkeld in het rood, de neerhaler zit iets verder naar achter op de giek)

Een neerhaler is een onderdeel van een zeilboot. Het is een van de lijnen die gebruikt wordt om een zeil te trimmen (= goed afstellen).
Een neerhaler bestaat meestal uit een lijn (touw) die door een aantal blokken (katrollen) diagonaal loopt van de onderkant van de mast naar een punt op ongeveer 1/8 van de giek. De neerhaler zorgt ervoor dat de giek niet hoger kan dan is afgesteld (hij haalt de giek dus neer). Met de neerhaler kan dus de hoek tussen mast en de giek worden gesteld.